# Itapetinga
Itapetinga é um município brasileiro no interior da Bahia. Pertence a Mesorregião do Centro-Sul Baiano e a Microrregião de Itapetinga, a distância do município para a capital do estado é de 562 km.
Em 2021 PIB de Itapetinga era de R$ 146 706 242 000 e o PIB per capita de R$ 18 952,34. Sua densidade é de 41,6 hab./km². O município é um dos mais urbanizados da Bahia, 97% da população mora na área urbana e apenas 3% na área rural. A economia itapetinguense é movimentada pela pecuária, frigoríficos, indústria de calçados e os serviços, que tem 56,36% de participação na economia.
O município tem como marca a pecuária, produz 160 000 litros de leite de vaca e possui 95 933 cabeças de bovinos segundo o Censo Agropecuário 2006 do IBGE. A cidade é famosa pelo São João, atraindo turistas que podem aproveitar a festa pública no Parque Poliesportivo da Lagoa.

## História
A região onde hoje se situa a cidade de Itapetinga começou a ser conhecida a partir de 1912 quando o explorador  Bernardino Francisco de Souza, tentando encontrar a estrada pedestre entre Vitória da Conquista e Ilhéus, fixaram-se às margens do rio Catolé, dedicando-se a atividades agrícolas e comerciais na região.
Em 1916, chegou, à região, Augusto Andrade de Carvalho e adquiriu uma propriedade rural, visando dedicar-se à agricultura e à pecuária. Augusto Andrade de Carvalho demarcou, em suas terras, uma área de 10 hectares para, nela, ser erguida uma vila, um pequeno povoado. Nasceu, então, no ano de 1924, o povoado de Itatinga, nome de origem tupi que significa "pedra branca", através da junção de itá (pedra) e tinga (branca).
Em 1926, Mariano Soares de Oliveira Campos, oriundo do município de Itambé, resolveu fixar residência na região. Ao chegar, conheceu Augusto Andrade de Carvalho, que lhe mostrou algumas pequenas casas e lhe disse que ali estava a vila de Itatinga. Com efeito, Itatinga foi o primeiro nome de Itapetinga.
Em 22 de junho de 1933, pelo Decreto Estadual 8 499, o povoado de Itatinga passou a ser distrito do município de Vitória da Conquista.
Em 14 de novembro de 1934, sob a liderança de Orlando Bahia, Juvino Oliveira, Mariano Campos, Augusto Andrade de Carvalho, José de Paim e de outros, foi criada a Associação Cultural Itatinguense (Itapetinguense), posteriormente organizada sob a forma de fundação, com o fim de divulgar o conhecimento e a cultura no seio do pequeno povoado.
Seguindo o seu progresso, Itatinga cresceu, e no dia 30 de março de 1938 teve a sua sede elevada à categoria de Vila, permanecendo integrada ao município de Vitória da Conquista. Porém, no mesmo ano, em 30 de novembro, a Vila de Itatinga foi desmembrada do município de Vitória da Conquista e é anexada ao de Itambé.
A mudança no nome de Itatinga ocorreu no ano de 1944, com o Decreto-Lei Estadual n° 12.978, no qual o Instituto Brasileiro de Geografia e Estatística, determinou que nenhum município do estado poderia ter nome semelhante a outro. Como os municípios mais antigos tinham preferência em manter os seus nomes, foi adicionada a sílaba "pe" ao nome de Itatinga, formando, então, o novo nome da vila: Itapetinga.
O crescimento foi rápido, tanto sob o aspecto humano quanto econômico, e, através da Lei 508, de 12 de dezembro de 1952, foi criado o município de Itapetinga, sendo o seu território desmembrado do município de Itambé.
O prefeito José Vaz Sampaio Espinheira, em um de seus mandatos, firmou uma parceria sociocultural com a cidade estadunidense californiana de Dairy Valley, hoje com o nome de Cerritos. O prefeito de Dairy Walley na época visitou Itapetinga e participou da inauguração da famosa "praça dos bois", a praça Dairy Walley, além de prestigiar uma semana de eventos em Itapetinga firmando essa parceria. Da mesma forma, Espinheira, então prefeito, passou uma semana na cidade Dairy Valley, hoje Cerritos, onde, além da semana cultural, recebeu a homenagem de ter uma rua com seu nome, Espinheira ln, e outra com o nome Itapetinga ln. Existe ainda, muito próxima, a rua Brazil Street na cidade de Cerritos, Califórnia, Estados Unidos, facilmente vista no site Google Mapas.
Atualmente, Itapetinga é um importante centro econômico e social do sudoeste baiano. Conta com um razoável parque industrial, uma economia que tende a se diversificar para abandonar a pecuária como única atividade. No campo educacional, Itapetinga se destaca com um dos mais promissores campi avançados da Universidade Estadual do Sudoeste da Bahia.

### Presença indígena
Antes da colonização, a região de Itapetinga era habitada por povos indígenas, principalmente da etnia Kamakan (ou Mongoió), com registros de aldeamentos e práticas agrícolas. O nome antigo da localidade, Itatinga, de origem tupi, significa "pedra branca".
Além dos Kamakan, há registros da presença de outros grupos, como os Aimoré, Pataxó e Tupinambá, em antigas áreas de aldeamentos na região.
Nos últimos anos, comunidades indígenas realizaram retomadas de terras consideradas tradicionais, como a Fazenda Esmeralda, o que gerou conflitos fundiários e ações judiciais.  

## Geografia
A cidade localiza-se entre as rodovias BR 101 e BR 116, próxima a do porto e do aeroporto de Ilhéus, e também do aeroporto de Vitória da Conquista. Com uma distância de aproximadamente 580 km da capital Salvador, Itapetinga se encontra em uma posição estratégica próxima ao Estado de Minas Gerais, estando apenas cerca de 90 km de sua divisa.

### Geomorfologia
Unidades Geomórficas: Depressão de Itabuna-Itapetinga, Piemonte Oriental do Planalto de Vitória da Conquista, Serras e Maciços Pré-Litorâneos (CEPLAB-1980).

### Hidrografia
O município de Itapetinga é banhado por vários rios, entre eles estão: Catolé Grande, Catolezinho, Duas Barras, Rio do Ouro, Colônia, Palmeirão, Rio Pardo, Rio da Onça e Rio da Negra.

### Vegetação
Floresta Estacional Decidual e Floresta Estacional Semicidual (1981-1983, RADAMBRASIL).

## Economia

### Setor primário
Nas décadas de 1980 e 1990 o município possuía um dos maiores rebanhos bovinos do Nordeste brasileiro, e era chamada de "A Capital da Pecuária", devido ao grande número de criadores rurais, em grandes fazendas da região.
Atualmente, a pecuária bovina perdeu um pouco a sua força, mas ainda é uma das principais atividades econômicas do município. Segundo dados do Censo Agropecuário 2006 do IBGE, o município contou com uma produção de 160.000 litros de leite de vaca e possui 88.427 cabeças de bovinos, um dos maiores rebanhos do estado, além de 2.381 cabeças de ovinos e 5.851 aves.
A Agropecuária participa com um Valor Adicionado ao PIB Itapetinguense de R$ 11.200.000,00 cerca de 3,43% de toda a Produção do Município no período de um ano (2006).

### Setor secundário
Itapetinga é um dos municípios mais industrializado do estado da Bahia. Quando é analisado a participação da Indústria na formação do PIB, cerca de 40,21%, o município ocupa, segundo a última publicação do IBGE (2006), a 22º posição, em um universo de 417 municípios. Ficando muito acima da média estadual que é de 30,68%.
O Valor adicionado ao PIB pela Indústria, representa aproximadamente R$ 131,17 milhões, ocupando assim, a 24º posição no estado, em 2006. Ficando à frente de municípios como Jequié 25º (R$ 120,53 milhões), Mata de São João 26º (R$ 114,27 milhões), e Brumado 28º (R$ 102,33 milhões).
Foi a Indústria a responsável por 1.697 novos postos de trabalho formal no 1º semestre de 2009, 70,44% de todos os empregos criados neste período.
Algumas indústrias se instalaram no município, como a Vulcabrás/Azaleia (produtora de calçados), o Frigorífico do Grupo JBS-Friboi, revendendo a carne para outros mercados consumidores, a Indústria de Laticínios Palmeira dos Índios S.A. (ILPISA/Valedourado), Colorgraf, entre outras indústrias de menor porte, que fomentam o comércio local, ajudando o desenvolvimento do município.
Há na cidade bancos: Bradesco, Banco do Brasil, Caixa Econômica Federal, Itaú, Sicob, etc...

### Setor terciário
Os serviços é o setor que tem a maior participação em Valor adicionado ao PIB, 183,87 milhões, 56,36%.
Gerou no 1º semestre 455 novos empregos formais.

#### Comércio

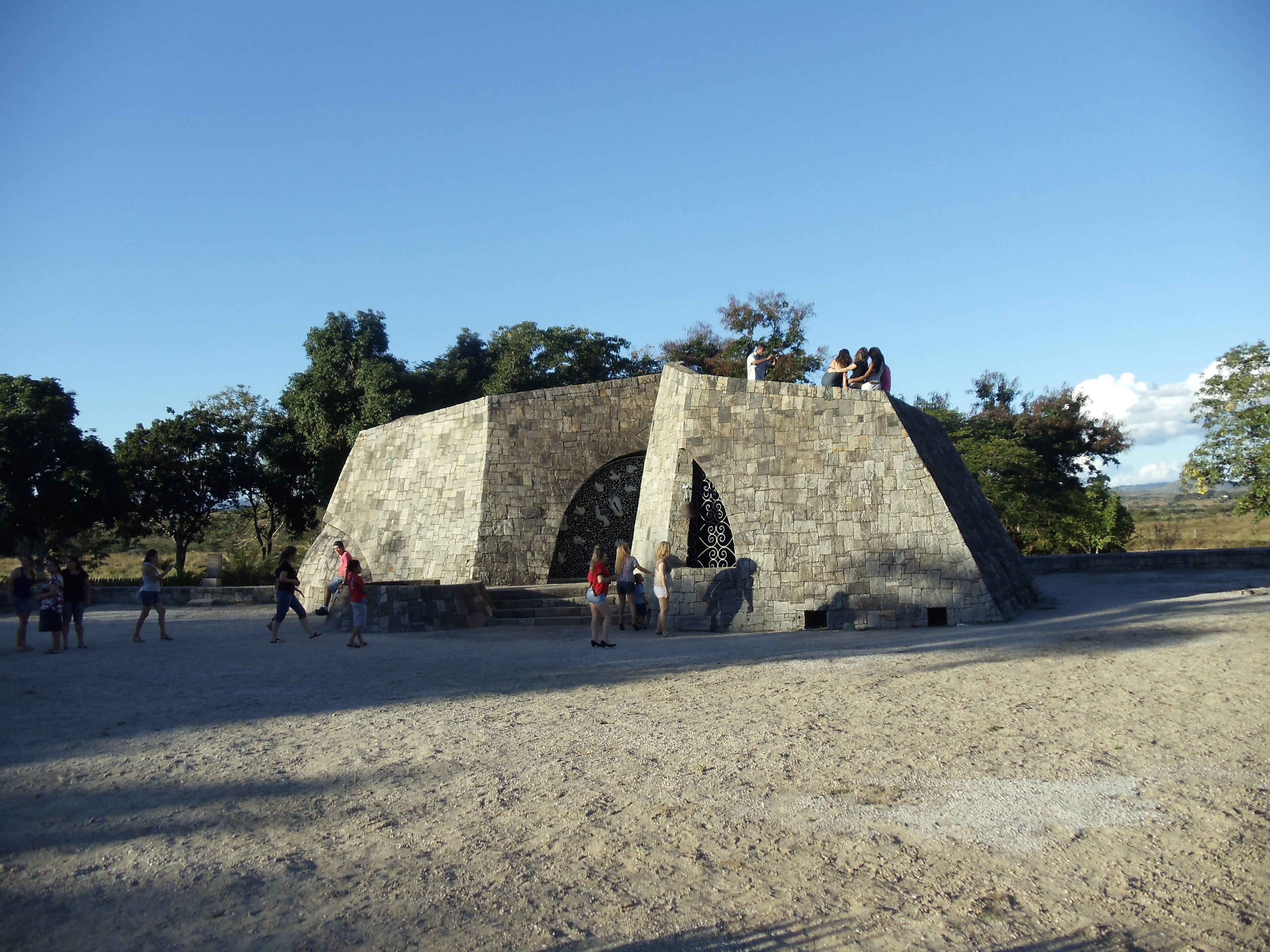
Capela do Menino Jesus (Igrejinha de Pedra).

Itapetinga possui um comércio bastante diversificado. Nos últimos anos, vem atraindo grandes redes de varejo do Brasil, como Insinuante, Ricardo Eletro, Magazine Luiza, Lojas Americanas, Casas Bahia, Eletrozema, Subway, Assaí Atacadista.
Somente no Comércio foram 256 trabalhadores inseridos no mercado de trabalho, no 1º semestre de 2009.

#### Turismo
O município tem em suas comemorações de São João uma das melhores épocas para o turismo, onde milhares de pessoas chegam à cidade para curtir uma das melhores festas juninas do interior baiano, com diversas atrações, comidas típicas juninas e muita animação. 

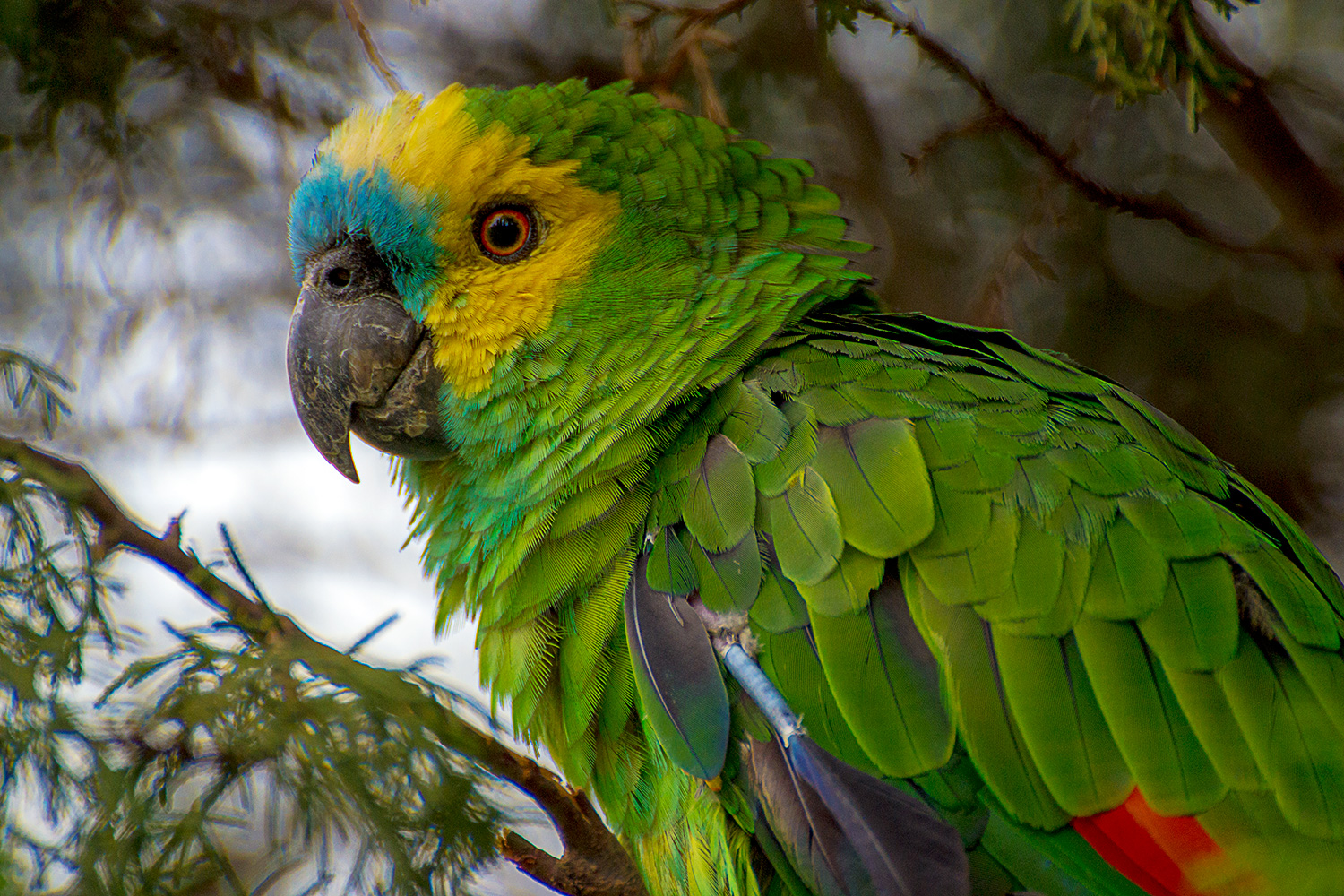
Papagaio-verdadeiro

Além da festa aberta ao público no Parque Poliesportivo da Lagoa, destacam-se também as festas privadas como o "Lagoa Indoor" e  o  "Forró da Vaca Lôca" no Parque de Exposições.
Possui ainda locais como a Capela do Menino Jesus (Igrejinha de Pedra), o Parque Municipal da Matinha (único zoológico do interior da Bahia) e o Parque Poliesportivo da Lagoa, que são excelentes opções de passeios turísticos e de lazer.
Além disso, um atrativo especial é a Igrejinha de Pedra, localizada no Recanto Indiano, monumento histórico que encanta os visitantes com sua arquitetura singular.

## Esporte
A seleção da cidade de Itapetinga é bi-campeã do Campeonato Baiano Intermunicipal de Futebol nos anos de 1995 e 1996 presidida por Jackson Ferreira.
Itapetinga também é sede do Sport Club Itapetinga, que foi o campeão da única edição do Campeonato Baiano de Futebol da Terceira Divisão. Após a conquista e o acesso a Segunda Divisão, a equipe pediu licença do futebol profissional e nunca mais retornou. Em Itapetinga, há o Estádio Municipal de Itapetinga (Primaverão), com capacidade para 12.000 pessoas, que abriga também o Museu de Arte e Ciências de Itapetinga. No ano de 2015 foi criado, por iniciativa de desportistas de nossa cidade, o Itapetinguense Futebol Clube, sendo apresentado no dia 8 de novembro de 2015, com um amistoso com grandes nomes do futebol baiano, a exemplo de Jean, Bebeto Campos, Xavier, Paulo Almeida, dentre outros.

## Infraestrutura

### Setor industrial, comercial e serviços
Se destaca por sua atividade econômica diversificada. Na cidade, é possível encontrar uma empresa de torrefação de café, três laticínios, sendo dois de médio porte e um de grande porte, além de indústrias dedicadas à produção de sacolas e outros materiais plásticos. A indústria de calçados de segurança também é presente na região, juntamente com três empresas de fabricação de calçados e dois frigoríficos.
No setor comercial, Itapetinga oferece uma variedade de opções. Além das lojas pertencentes a empresários locais, há também a presença de grandes redes nacionais, revendedoras de automóveis e oficinas especializadas. Os serviços essenciais também são atendidos com a presença de quatro casas lotéricas e uma agência dos correios.

### Infraestrutura de entretenimento
O município conta com diversas praças, entre elas, destaca-se o Parque da Matinha, um ponto de referência regional. Outro local de destaque é o Parque Poliesportivo da Lagoa, que é considerado um dos mais belos cartões postais da cidade.
Além disso, um atrativo especial é a Igrejinha de Pedra, localizada no Recanto Indiano, monumento histórico que encanta os visitantes com sua arquitetura singular.

### Saúde
Se destacando na área de saúde, oferece uma ampla gama de serviços para atender às necessidades da população. O município conta com uma cobertura abrangente do Programa de Saúde da Família, que se estende por todas as áreas da sede e dos distritos. Além disso, há diversas clínicas particulares, um hospital com UTI, uma Policlínica Municipal, o Centro de Atenção Psicossocial - CAPS I e II, uma Unidade de Pronto Atendimento - UPA, um Centro Especializado em Odontologia - CEO e os serviços essenciais do SAMU 192.
Para atender às demandas de transfusão de sangue, o município possui uma Unidade de Coleta e Transfusão de sangue (Hemoba). Além disso, há um Centro de Testagem e Aconselhamento (CTA) para oferecer suporte e orientação em relação a doenças sexualmente transmissíveis. Os pacientes que necessitam de tratamento de hemodiálise também têm à disposição uma Clínica de Tratamento de Hemodiálise, garantindo o cuidado necessário para aqueles com insuficiência renal.

## Educação
O município abrange todo o espectro educacional, desde a creche até a universidade. Possui 48 escolas municipais, 04 escolas estaduais e 17 escolas particulares, além do Instituto Federal, o campus da Universidade Estadual do Sudoeste da Bahia (UESB) e de Faculdades privadas, como a GSA ENSINO, que oferecem cursos na modalidade EAD, a cidade abrange todo o espectro educacional. Além disso conta com uma unidade da APAE - Associação dos Pais e Amigos dos Excepcionais.
No Instituto Federal (Instituto Federal de Educação, Ciência e Tecnologia Baiano, Campus Itapetinga), os estudantes têm acesso a cursos de nível médio na modalidade integrada ao ensino médio, subsequente ao ensino médio, Graduação Bacharelado em Sistema de Informação, Bacharelado e Licenciatura em Educação Física, Licenciatura em Letras/Libras e Especializações (Leitura e Produção Textual, Ensino das Ciências Naturais e da Matemática e Humanidades.

### Ensino superior
- Universidade Estadual do Sudoeste da Bahia (UESB - Campus de Itapetinga) - cursos de Zootecnia, Pedagogia, Engenharia de Alimentos, Engenharia Ambiental, Química (Lic. e Bach.), Biologia (Lic. e Bach.) e Física (licenciatura).
- Instituto Federal de Educação, Ciência e Tecnologia Baiano Campus de Itapetinga - curso de Sistemas de Informação, Educação Física e Letras/Libras

### Ensino a distância - EAD
- Universidade Norte do Paraná (Unopar)
- Universidade Estadual de Santa Cruz (UESC)
- Centro Universitário de Maringá (UniCesumar)
- IF Baiano - campus Itapetinga (Técnico Subsequente em Vendas)[19]

### Ensino médio
- Instituto Federal  Baiano campus Itapetinga - escola pública federal
  - Integrados ao ensino médio (Concluíram o ensino fundamental) de Agropecuária, Agroindústria e Meio Ambiente.[20]
  - Subsequente (Concluíram o ensino médio) Agropecuária, Alimentos e Técnico em Informática e Suporte em Informática.[21]
- Centro Educacional Alfredo Dutra (CEAD) – escola pública estadual
- Colégio Modelo Luiz Eduardo Magalhães – escola pública estadual
- Colégio Estadual Agroindustrial (Industrial) - escola pública estadual
- Colégio Estadual Polivalente - escola pública estadual
- Cooperativa Educacional de Itapetinga (Cooedita) - rede de ensino particular
- Instituto Madre Savina Petrilli - rede de ensino particular
- Colégio São José - rede de ensino particular
- Colégio Batista Pastor Samuel de Oliveira Santos– rede de ensino particular

### Ensino fundamental
- 6 escolas estaduais, 35 da rede municipal, 18 delas na zona rural e 10 da rede de ensino particular.

## Divisão administrativa
Itapetinga possui aproximadamente 30 bairros, sendo os principais: Centro, Primavera, Camacã, Clodoaldo Costa, Otávio Camões, Jardim Morumbi, Quintas do Morumbi, Quintas do Sul, Américo Nogueira, Recanto da Colina, Vitória Régia, URBIS, ECOSANE, Conjunto Habitacional Osvaldo Brito (Agarradinho), Nova Itapetinga (o mais populoso), Vila Isabel, Vila Rosa, Vila Sônia, Vila Maria, Vila Susano, Vila Riachão, Clerolândia, São Francisco de Assis, 12 de Dezembro, Vila Érika, Moacir Moura, José Ivo, entre outros.
Além disso, o município tem um distrito: Bandeira do Colônia, e um Povoado: Palmares.

## Administração pública
Anterior ao primeiro prefeito, Itapetinga teve um gestor em 1954, que foi o Sr. Júlio Ferreira Coêlho.

### Prefeitos
| Nº | Nome                                 | Início | Término | Observações                    |
| -- | ------------------------------------ | ------ | ------- | ------------------------------ |
| 1  | Juvino Oliveira                      | 1955   | 1959    |                                |
| 2  | José Vaz Sampaio Espinheira          | 1959   | 1963    | 1ª gestão                      |
| 3  | José Mendonça Luna                   | 1963   | 1967    |                                |
| 4  | José Vaz Sampaio Espinheira          | 1967   | 1971    | 2ª gestão                      |
| 5  | Padre Altamirando Ribeiro dos Santos | 1971   | 1973    | governou por 2 anos            |
| 6  | Evandro de Oliveira Andrade          | 1973   | 1977    |                                |
| 7  | José Vaz Sampaio Espinheira          | 1977   | 1983    | 3ª gestão, governou por 6 anos |
| 8  | Michel José Hagge Filho              | 1983   | 1989    | 1ª gestão, governou por 6 anos |
| 9  | José Marcos de Sousa Gusmão          | 1989   | 1993    |                                |
| 10 | Michel José Hagge Filho              | 1993   | 1997    | 2ª gestão                      |
| 11 | José Otávio Curvelo                  | 1998   | 2004    | reeleito                       |
| 12 | Michel José Hagge Filho              | 2005   | 2008    | 3ª gestão                      |
| 13 | José Carlos Moura                    | 2009   | 2016    | reeleito                       |
| 14 | Rodrigo Hagge Costa                  | 2017   | 2024    | reeleito                       |
| 15 | Eduardo Jorge Almeida Hagge          | 2025   | Atual   |                                |

## Cidades-irmãs
- Cerritos, Estados Unidos